# Махмуд Газневи
Махмуд Газневи (пълно име: Ямин ул-Давлах Абд ул-Касим Махмуд Ибн Себюк Тигин) е тюркски султан, владетел на Газневидската империя от 997 до смъртта си. След като разрушава империята на Саманидите, той превръща провинциалния град Газни (в днешен Афганистан) в процъфтяващ център на обширна империя, включваща днешен Афганистан, по-голямата част от съвременен Иран и части от Пакистан и Северна Индия.
Той е първият независим владетел от династията Газневиди и управлява между 999 и 1030 г. Към момента на смъртта му неговото царство представлява обширна военна империя, простираща се от северозападен Иран до Индийския субконтинент, включвайки Хорезъм в Трансоксания и Макран.
Отраснал под силно персийско влияние:с. 146, Махмуд продължава бюрократичните, политически и културни традиции на предшествениците си Саманиди, които поставят основата на една персийска държава в Северна Индия. Неговата столица Газни се превръща в значителен културен, интелектуален и търговски център на ислямския свят, почти наравно с Багдад. Столицата привлича известни личности като ал-Бируни и Фирдоуси:с. 294.
Той е първият владетел с титлата султан, която отразява неговата голяма власт, докато в същото време запазва идеологическа връзка и сюзеренитет с Абасидския халифат. По време на управлението си той извършва нападения и грабителски рейдове към Индийския субконтинент (на изток от Инд) седемнадесет пъти.

## Произход
Династията на Газневидите произхожда от знатни гвардейци (наемни войници-роби), служещи при двора на централноазиатската ислямска династия Саманиди.